# Troy Slapshots
Die Troy Slapshots waren ein US-amerikanisches Eishockeyfranchise der Atlantic Coast Hockey League aus Troy, New York. 

## Geschichte
Die New York Slapshots nahmen zur Saison 1985/86 als Expansionsteam den Spielbetrieb in der Atlantic Coast Hockey League auf. In ihrer ersten Spielzeit waren die Slapshots auf Staten Island beheimatet und bestritten die Slapshots alle Partien auswärts, da der geplante Bau eines Stadions sich zunächst verzögerte und schließlich ganz eingestellt wurde. In ihrer Premierenspielzeit belegten die Slapshots den fünften und somit letzten Platz der Liga. Cheftrainer des Teams war in diesem Zeitraum der Kanadier Dave Schultz, welcher als Spieler über einen langen Zeitraum in der National Hockey League aktiv war. Zur Saison 1986/87 wurde das Franchise schließlich nach Troy, New York, umgesiedelt, wobei es weiterhin unter dem Namen Slapshots spielte. Neuer Cheftrainer der Slapshots wurde Joe Selenski. In Troy waren die Zuschauerzahlen deutlich zu gering, um die Mannschaft zu finanzieren, so dass der Spielbetrieb nach nur sechs Spieltagen eingestellt wurde.

## Saisonstatistik
Abkürzungen: GP = Spiele, W = Siege, L = Niederlagen, T = Unentschieden, OTL = Niederlagen nach Overtime SOL = Niederlagen nach Shootout, Pts = Punkte, GF = Erzielte Tore, GA = Gegentore, PIM = Strafminuten
| Saison  | GP | W  | L  | T | OTL | SOL | Pts | GF  | GA  | Platz    | Playoffs |
| 1985–86 | 59 | 21 | 38 | 0 | —   | —   | 43  | 260 | 367 | 5., ACHL |          |
| 1986–87 | 6  | 2  | 4  | 0 | —   | —   | 4   | 20  | 36  | 5., ACHL |          |

## Team-Rekorde

### Karriererekorde
Spiele: 64  Joe DeMitchell
Tore: 45  Bobby Williams
Assists: 51  Dan Potter
Punkte: 86  Dan Potter
Strafminuten: 240  Don Herczeg